# Izidin hram u Pompejima
Izidin hram je rimski hram posvećen egipatskoj božici Izidi. Ovaj mali i gotovo netaknuti hram bio je jedno od prvih otkrića tijekom iskapanja Pompeja 1764. Njegova uloga heleniziranog egipatskog hrama u rimskoj koloniji konačno je potvrđena natpisom koji je detaljno opisao Francisco la Vega 20. srpnja 1765. Izvorne slike i skulpture mogu se vidjeti u Nacionalnom arheološkom muzeju u Napulju; sam hram se nalazi na Via del Tempio di Iside. Nakon otkrića hrama mnogi su poznati umjetnici i ilustratori pohrlili na to mjesto.
Sačuvani pompejanski hram zapravo je druga građevina; izvorna zgrada izgrađena za vrijeme vladavine Augusta oštećena je u ranijem potresu, 62. godine. Prije toga, godine 54. pr. Kr. i opet 30. pr. Kr., rimski je senat izdao proglase zahtijevajući da se kult Izide obustavi, a njezini hramovi sruše. Priopćeno je da nije bilo dobrovoljaca koji bi poduzeli ovaj proces i da je kult od tog trenutka postao još popularniji, toliko da je Izidin hram bio jedna od rijetkih građevina koja je u potpunosti obnovljena nakon potresa. U vrijeme erupcije Vezuva 79. godine, to je bio jedini hram koji je potpuno ponovno izgrađen; što nije bio slučaj čak ni s Kapitolijem. Iako je Iseum bio uglavljen u mali i uzak prostor, posjećivao ga je je značajan broj posjetitelja Velikog kazališta, poslovnih ljudi u Trokutastom forumu i drugih koji su prolazili duž Stabijanskih vrata.
Pretpostavlja se da su glavni štovatelji ovog hrama bile žene, oslobođenici i robovi. Početnici Izidinog misterioznog kulta štovali su suosjećajnu božicu koja je obećavala konačno spasenje i trajnu vezu tijekom života i nakon smrti. Sam hram je rekonstruiran u čast 6-godišnjeg dječaka po imenu Numerius Popidius Celsinus od strane njegovog oca oslobođenika, Numeriusa Popidija Ampliata, i njegove majke Corelie Celse, kako bi se djetetu omogućilo ulazak u elitno društvo. Mnoge scene iz hrama su oslikane u blagovaonicama Pompejaca, što ukazuje na to da su mnogi pojedinci posjećivali ovaj hram iz političkih, ekonomskih ili društvenih razloga.

## Izida u Pompejima
Smatra se da je Izidin kult stigao u Pompeje oko 100. godine pr. Kr.; postojeći hram izgrađen je nakon uništenja prethodnog hrama u potresu 62. godine. Iako Izida potječe iz starog Egipta, njezin se kult proširio diljem grčko-rimskog svijeta. Grci i Rimljani oduvijek su se divili egipatskoj kulturi, a kulturni spoj Grka i Egipćana dogodio se i prije nego što je Aleksandar Veliki osvojio Egipat. Nakon Aleksandrova osvajanja Egipta u 4. stoljeću pr. Kr., Grci su počeli uključivati Izidu u svoj panteon božanstava. Izida je lako prihvaćena u grčku religiju zbog mnogih sličnosti s grčkom božicom Demetrom. Na kraju je postala božica zaštitnica mora, kao zaštitnica ljudi koji putuju morem. Jedan od njezinih glavnih hramova bio je na otoku Philae. U Rimu je Izida predstavljena kao zamjena za Veneru, nakon Cezarove smrti, i od nje se tražilo vodstvo. Tri godine nakon bitke kod Akcija, 28. pr. Kr., Oktavijan je potaknuo štovanje Izide i ponovnu izgradnju s njom povezanih hramova, ali strogo izvan granica pomerija. Oktavijan je tako uključio egipatsku kulturu u svoje novoformirano carstvo, ali je jasno razlikovao svoju ideju rimskog identiteta kao odvojenog od stranih kultura. Među Grcima i Rimljanima bila je poznata kao Izida jer se egipatska riječ za "prijestolje" na grčkom prevodi kao "Izida". Izida se najviše povezuje s plodnošću i majčinstvom, a smatrala se idealnom slikom kraljice, supruge i majke, ali je također poznata po moćima iscjeljivanja i magiji. Budući da je bila božica plodnosti, štovale au je žene. Bila je prijateljica robova, grešnika, obrtnika i potlačenih, koja je također slušala molitve bogatih, djevojaka, aristokrata i vladara. Konkretno ženama, sudjelovanje u Izidinom kultu pružilo je priliku da se uključe u religiju na razini sličnoj onoj muškaraca, da uđu u javnu sferu s ulogom svećenice koju inače ne bi mogle dobiti u rimskim državnim kultovima, i da zasluže spas kroz pročišćavajuću inicijaciju u kult. Ove netradicionalne opcije za žene počele su revolucionarno mijenjati rimsku religiju. Odanost Izidi također je bila blisko povezana sa stjecanjem znanja, koje se smatralo darom bogova. Postoji nekoliko helenističkih verzija Izide: jedna je prikazuje kako u desnoj ruci drži glazbeni instrument, a u drugoj vrč za vodu. Drugi je pokazuje slično Demetri, u kojoj u desnoj ruci drži žito, a ne instrument. Lijeva joj je ruka položena na struk.

## Arhitektura
Izidin hram nalazi se na platformi koja je uzdignuta od tla i u koju se ulazi putem stepenica. Hram je koncipiran prema sjeveroistočnom i jugozapadnom planu. Ima zasvođeni krov koji privlači pozornost na vrh zgrade. Ovaj stil krovišta bio je rimski stilski utjecaj, ali se postupno ukidao u vrijeme kada je hram izgrađen. Weber, koji je iskopao hram, nagađao je da je Izidin hram izgrađen prema korintskom redu. Izidin hram imao je dva dijela: vanjski prostor okružen stupovima, nazvan pronaos; i unutarnje područje - naos - u kojem su se nalazili kipovi Izide i Ozirisa. U oba dijela hrama ulazilo se i izlazilo kroz ukrašene niše. Arhitektura Izidinog hrama je spoj grčkih, rimskih i egipatskih obilježja, uključujući egipatske statue u dizajnu. Mješavina istočnjačkih stilskih utjecaja s helenističkim odala je počast Izidinim egipatskim korijenima, dok su slike i dalje bile domaće. U usporedbi s autentičnim egipatskim hramovima, Izidin hram bio je vrlo u skladu s rimskim arhitektonskim stilom. Egipatska obilježja ovog hrama uključuju: čistilište, ograđeni prostor bez krova u jugoistočnom kutu dvorišta koji omeđuje podzemnu prostoriju s bazenom za vode Nila. Voda iz Nila funkcionirala je kao sveta voda koja se koristila za rituale. Sama građevina podsjeća na minijaturni hram s zabatima i pilastrima na ulazu obloženim štukaturom. Konstruktivno je građena sa stupovima unaokolo; ukupno dvadeset i devet. Iako nije velika građevina, i unutrašnjost i eksterijer spomenika su bogato ukrašeni. Unutar unutarnje kapele nalazio se prostor za držanje kipa Izide. Dalje u hram su oltari i udubljenja u zidovima; izvan hrama je bila kripta koja se koristila za iniciranje članova u kult. Također ima veliku prostoriju - nazvanu Ekklesiasterion - u stražnjem dijelu svetišta, koja je služila kao prostor za okupljanje članova kulta koji su sudjelovali u ritualima. Uz Ekklesiasterion nalazio se sakrarij, koji je pohranjivao dragocjene predmete hrama. Nadalje, pretpostavlja se da kipovi Izide nižu prednji dio hrama s rimskim božanstvima duž dugih zidova. Izidin hram bio je značajan aspekt života u Rimu. Nalazio se na središnjoj lokaciji u blizini Foruma, kazališta, škole hrvanja i hramova u čast bogova, Asklepija i Neptuna. Analizom ostataka hrama poznato je da je cijelom dužinom bio oslikan crveno-bijelom bojom. Bijela boja trebala je oponašati izgled kamena.

## Hramska umjetnost i ikonografija
Prikazi Izide u njenom hramu izvedeni su u helenističkoj tradiciji, što znači da je Izida prikazana kao Rimljanka, a ne kao Egipćanka. To je vjerojatno učinjeno u pokušaju da se asimilira u rimsku kulturu. Međutim, umjetnost u egipatskom stilu i dalje je bila integrirana u hram. Svi zidovi u hramu bili su lijepo oslikani. Smatra se da su freske u Izidinom hramu bile izvedene u prvom i drugom stilu pompejanskog slikarstva, kao što je to bio umjetnički trend u to vrijeme. Zidne slike u ovom stilu imale su puno boja, bile su složene, reprezentativne i pod utjecajem kazališta. Međutim, kada je hram obnovljen nakon potresa 62. godine n. e., nove slike su rađene u četvrtom stilu, koji je bio iluzionistički, eklektičan i kombinacija svih pompejanskih slikarskih stilova. Nakon restauracije, freske Ia su bile pod pokroviteljstvom imućnih Rimljana. Osim monokromatskog podnog mozaika, zidovi Ekklesiasteriona ilustrirali su razne mitološke scene. Ekklesiasterion uključuje scene Iinog dolaska u Egipat i kasnijeg primanja od Izide. Na ovoj fresci Izida je prikazana sa zmijom oko zapešća i krokodilom do nogu. Sjeverni zid uključuje scene s Iom, Argosom i Hermesom. Čini se da je ova soba sama po sebi najformalnija sa svojom ulogom u ritualnim banketima kao i ponovnom okupljanju iniciranih. Sakrarij je također pod jakim egipatskim utjecajem sa zidnim prikazom zmija koje čuvaju pletenu košaru ukrašenu lunarnim simbolima. Ovo može predstavljati proljetnu proslavu sezone plovidbe, navigium Isidis, budući da Izida vraća u život svog muža-brata vukući čamac ispunjen svetim vodama.

## Iskopavanje
Izidin hram pretrpio je znatnu štetu od potresa koji je pogodio Pompeje u prvom stoljeću. Iako su rani iskapači Pompeja pronašli gotovo sve zgrade Foruma u zapuštenom stanju ili čak u rasulu, otkrili su da je Izidin hram bio u potpunosti obnovljen u nekom razdoblju između 62. godine i erupcije Vezuva 79. godine. Brzina ove konkretne ponovne izgradnje u skladu je sa sugestijama da je Izida imala važnu ulogu u svakodnevnom životu Pompeje, kako vjerski tako i politički. Kada je hram 1764. godine iskopavao Karl Jakob Weber, pronađeni su mnogi ostaci života u hramu. Fragmenti kipova i ritualni materijali pronađeni su razbacani po raznim dijelovima hrama. Iskapanja u ovom području započela su 1709. Duc d'Elbeufovim otkopavanjem artefakata kopanjem bunara u području kasnije identificiranom kao Herculaneum. Najranija iskapanja rimskih gradova u Kampaniji - uništenih vulkanskom erupcijom planine Vezuv 79. godine nove ere - istaknuta su iskapanjima između 1750. i 1764. i radom Webera. Bio je švicarski vojni inženjer zadužen za nadzor nad iskapanjima tijekom razdoblja od strane Rocequea Joaquina de Alcubierrea, glavnog direktora kraljevskih iskapanja od 1738. do njegove smrti 1780. godine. Ta su se rana iskapanja suočila s mnogim zastrašujućim zadacima: poteškoćama iskopavanja kroz tone vulkanskog materijala u Resini kako bi se istražio Herculanej, problemima narušavanja utvrđenog i obradivog poljoprivrednog zemljišta za evakuaciju u Pompejima i posljedičnim zdravstvenim opasnostima dugih razdoblja pod zemljom u vlažnim uvjetima. Tijekom vađenja ovog materijala, Weberovi su radnici nasumično kopali oko nalazišta u potrazi za vrijednim skulpturalnim nalazima, a odmah nakon toga zatrpali su ga kako bi spriječili urušavanje. Iako je Weber, odlučan izraditi točne karte orijentacije sela i pojedinačnih zgrada, smatrao da novootkrivena područja treba ostaviti izložena za javnu izložbu.

## Utjecaj
Nakon iskopavanja, Izidin hram utjecao je na svijet umjetnosti; to je bila tema mnogih nadahnutih umjetnika. Poznato je da je slavni skladatelj Wolfgang Amadeus Mozart posjetio Izidin hram u Pompejima 1769. godine, samo nekoliko godina nakon što je iskopan i kada je i sam Mozart imao samo 13 godina. Smatra se da su ga njegov posjet i sjećanja na to mjesto inspirirali 20 godina kasnije za njegovu skladbu Čarobne frule. Hram je također inspirirao pozadinu za adaptaciju opere Čarobna frula.
U 18. i ranom 19. stoljeću, Izidin hram u Pompejima također je služio kao predmet pisanih prikaza i ilustracija, od kojih su mnoge romantizirale i egzotizirale egipatsko središte kulta. Jedna posebna knjiga koju je napisao Giambattista Piranesi 1804., Antiquités de Pompeìa, uključuje ilustracije egipatskih simbola koji nisu povijesno točni onome što je iskopano u Pompejima i prikaze Izidinog hrama u mnogo većem mjerilu od stvarnog Još jedna ilustracija Izidinog hrama iz sveska Jean Claude Richarda de Saint Nona iz 1782. godine Voyage Pottoresque, ou, Description desroyaumes de Naples et Sicile također prikazuje grubo krivo predstavljanje veličine hrama. Njegovo intenzivno zasjenjenje i nadolazeći oblaci samo pridonose egiptomanijskoj tendenciji mistificiranja i marginaliziranja Egipta u usporedbi s europskim poimanjima religije nakon prosvjetiteljstva. Fotografije ruševina hrama koje su snimili arheolozi i objedinile na web stranici "Pompeji u slikama" pokazuju razliku u veličini između ovih ilustracija i samog fizičkog prostora.

## Vanjske poveznice
- Fotografije vanjskog izgleda hrama zajedno s mnogim drugim fotografijama drugih pompejskih ruševina
- Fotografija zidne slike Io iz Ekklesiasterian
- Fotografije Izidinog hrama zajedno s drugim pompejanskim ruševinama
- Slika rekonstrukcije Izidinog hrama